# Marienglashöhle
Die Marienglashöhle ist eine Schauhöhle im Thüringer Wald. Sie ist zum größten Teil keine Naturhöhle, sondern besteht überwiegend aus Hohlräumen, die durch den Gips- und Kupferbergbau entstanden. Deshalb wird sie auch als Schaubergwerk geführt. Die als geologisches Naturdenkmal eingetragene Höhle liegt in der Mitte zwischen den beiden Ortschaften Friedrichroda und Bad Tabarz. In ihrer Nähe befindet sich an der Bundesstraße 88 ein großer Parkplatz und eine nach ihr benannte Haltestelle der Thüringerwaldbahn. Die Höhle ist im Rahmen von Führungen zugänglich und hat jährlich etwa 71.000 Besucher.
1775 wurde der Bau des Eingangsstollens mit der Absicht begonnen, Kupfer abzubauen. Zwar wurde kein Kupferschiefer gefunden, jedoch im Jahre 1778 eine Gips-Lagerstätte. Gips wurde bis in das Jahr 1903 im Untertagebau abgebaut. 1784 entdeckte man eine der größten und schönsten Gipskristalldrusen Europas. Mit einem Durchmesser von etwa zehn Metern war sie beinahe vollständig mit farblosen und durchsichtigen Gipskristallen, Marienglas genannt, ausgekleidet.
Dieses Material aus der Marienglashöhle wurde bis 1848 in Kirchen und Klöstern zur Verzierung von Altären, Kronleuchtern und Gemälden verwendet. Nach der Stilllegung des Bergwerks im Jahre 1903 wurde die Schauanlage eröffnet. Kriegsbedingt kam es zu einer zweimaligen Schließung der Höhle. Nach umfangreichen Sanierungsarbeiten ist die Marienglashöhle seit dem 30. November 1968 wieder zugänglich.

## Geologie

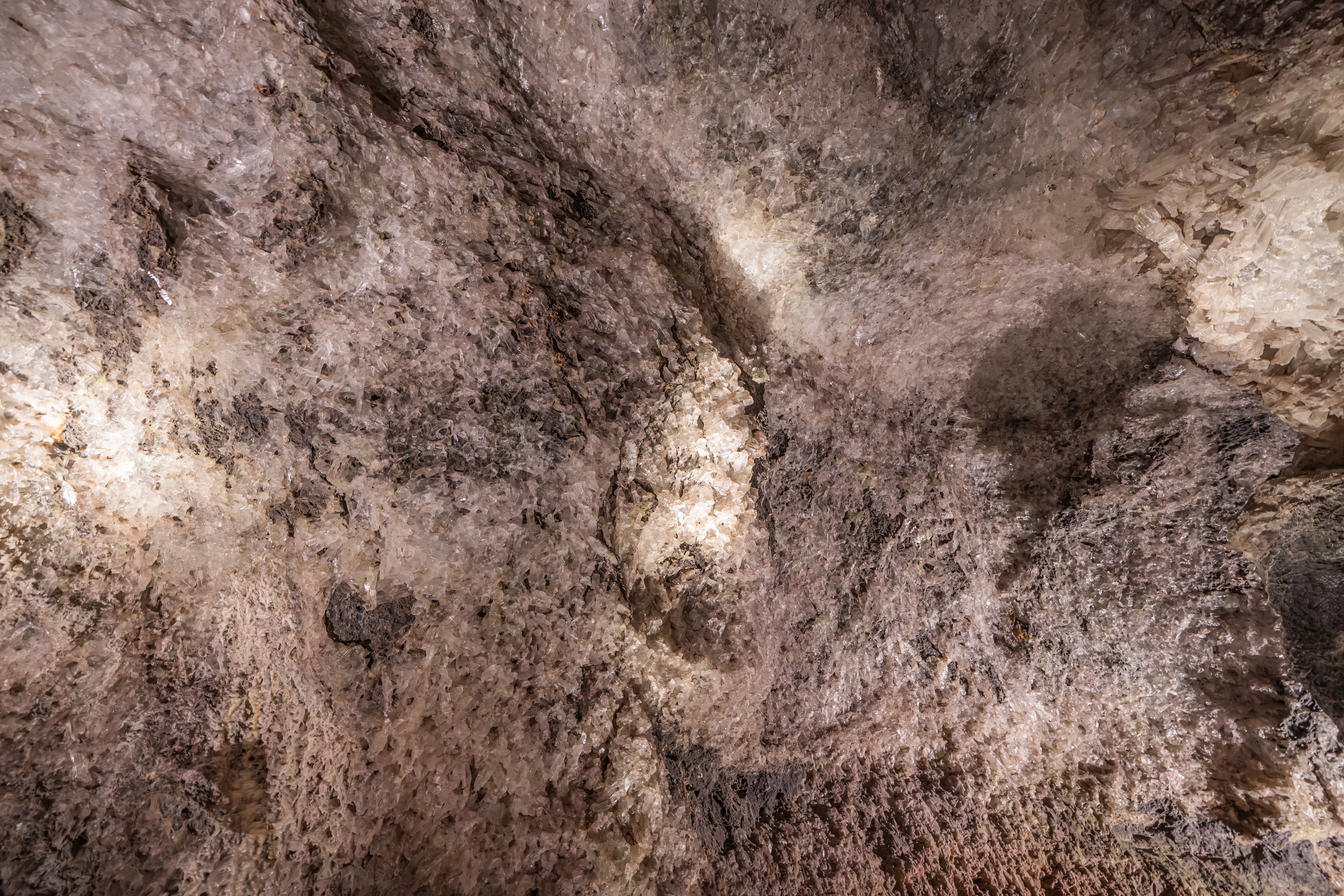
Marienglas in der Kristallgrotte

Die Höhle befindet sich etwa 15 km südwestlich von Gotha am Nordostrand des Thüringer Waldes, am Übergang zum Thüringer Becken am Rand der Waltershäuser Vorberge. Bruchtektonische Vorgänge im Zusammenhang mit der Heraushebung des Thüringer Waldes bewirkten eine Schleppung der dort im Übergangsbereich von Trias und Zechstein anstehenden Sedimentgesteine in eine Schräg- bis Steilstellung mit Neigungen von 70 Grad. Die Gesteine wurden dadurch tektonisch stark beansprucht. Die Marienglashöhle verläuft durch die steil nach Nordosten einfallenden Schichten des Buntsandsteins und des Zechsteins.
Ein großer Teil der Höhle besteht aus durch den Bergbau geschaffenen künstlichen Hohlräumen. Im Eingangsstollen steht zunächst Buntsandstein an. Danach folgt der Dolomit des oberen Zechsteins, zuletzt der Gips des unteren Zechsteins. Die Gesteinsfolgen sind durch fünf mehrere Meter breite geologische Sichtfenster, die bei der Ausmauerung des Eingangsstollens, des Herzog-Ernst-Stollens, offengelassen wurden, sichtbar. Die untere Sohle hat eine Grundfläche von etwa 80 mal 30 Metern und ist etwa vier Meter hoch. Die obere Sohle hat eine Ausdehnung von 120 mal 40 Metern und ist vier bis sechs Meter hoch.
Nur die Kristallgrotte ist natürlichen Ursprungs. Die sieben Mal zehn Meter große und bis zu zehn Meter hohe Schlotte entstand durch Auslaugung. Er ist mit großen, farblosen bis durchscheinend weißen Gipsspatkristallen ausgekleidet, die aus einer mit dem Sicker- und Grundwasser eingedrungenen wässrigen Lösung von Calciumsulfat im Verlauf von Jahrmillionen entstanden sind. Im Gegensatz zu den meisten anderen Hohlräumen in Gipsgestein war der Gips in dem völlig mit Kristallen ausgefüllten Hohlraum kristallisiert. Die Kristalle, Marienglas genannt, bestehen aus Calciumsulfat; mineralogisch sind sie Gips und werden in dieser besonderen Kristallform als Selenit bezeichnet. Zu sehen sind in der Kristallgrotte Gipskristalle mit zwei bis acht Zentimeter Dicke und einer Länge von bis zu 90 Zentimetern. Es handelt sich um eine der größten und schönsten Kristallgrotten Europas. Natürliche Gipshöhlen gibt es auch im Karstgebiet am südlichen Harzrand, zum Beispiel die Heimkehle.

## Geschichte

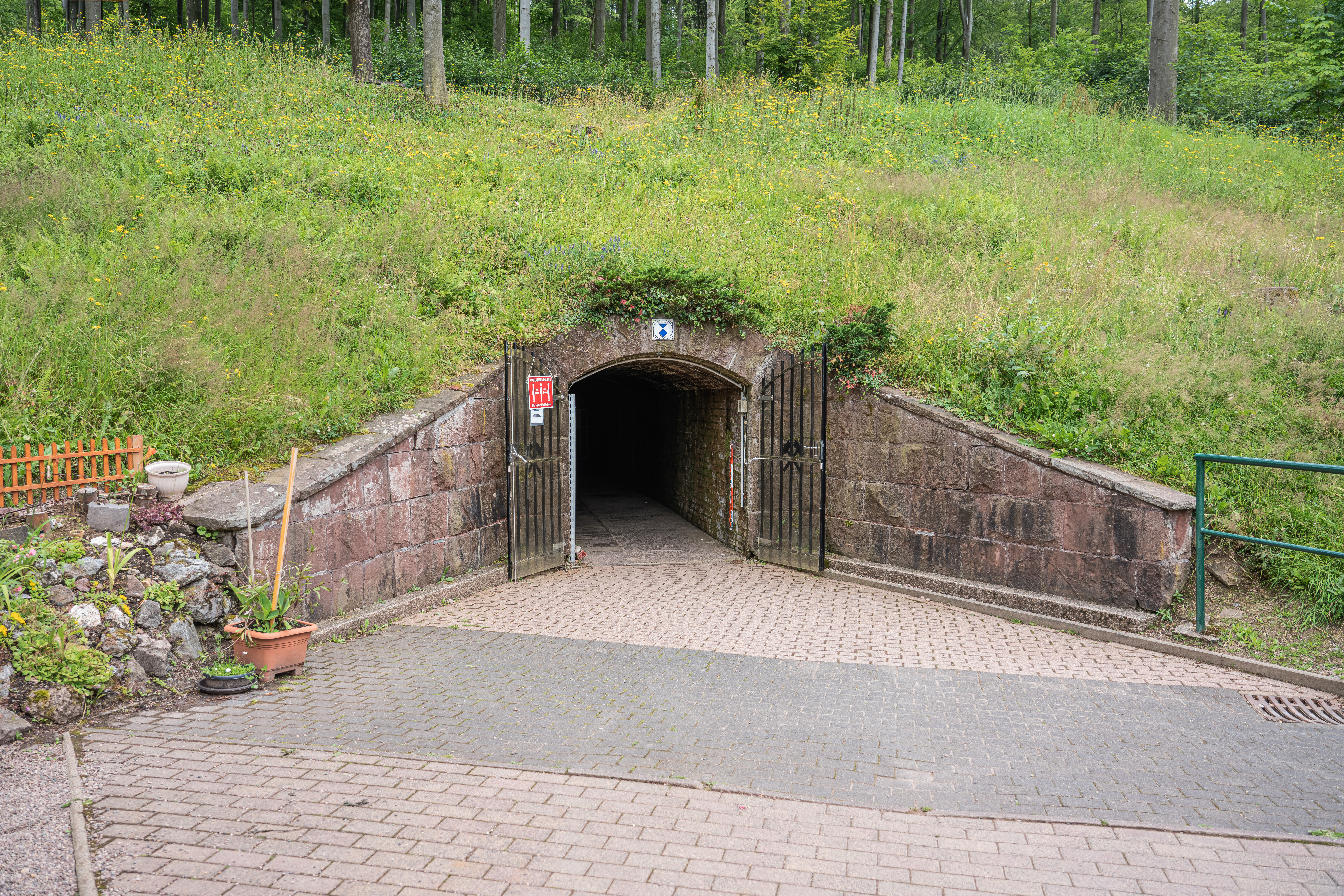
Eingang der Höhle

### Bergbau
In Friedrichroda ist der Abbau von Eisenerz, zunächst in der Grube Bau auf Gott, ab 1538 urkundlich belegt. 1775 wurde am Fuß des 697 Meter hohen Abtsberges mit dem Bau eines Erkundungsstollens, des Herzog-Ernst-Stollens, begonnen. Gesucht wurde Kupferschiefer, der jedoch nicht gefunden wurde. Im Jahre 1778 traf man auf die vom Tagebau bekannte Gipslagerstätte. Angefahren wurde ein mächtiges Gipslager mit dem vergipsten Werra-Anhydrit, der von diesem Jahr an abgebaut wurde. Der Gipsabbau konnte wegen der schlechten Bewetterung durch den Zugangsstollen immer nur mit maximal vier Bergleuten gleichzeitig durchgeführt werden. Sie benutzten als Beleuchtung Pflanzenöllampen, die etwa die Helligkeit einer Kerzenflamme hatten und die Höhlenluft belasteten. Dabei entstanden die Hohlräume der Marienglashöhle. Der Abbau wurde nach einem Jahr, als der Stollen eine Länge von ungefähr 75 Meter hatte, vermutlich wegen der zu geringen Ergiebigkeit zunächst eingestellt. Die Landesregierung von Sachsen-Gotha verpachtete den Stollen 1778 an den aus Friedrichroda stammenden Johann Buschmann, Orgelbauer und Vater von Christian Friedrich Ludwig Buschmann. Er ließ ein Wirtschaftsgebäude, ein Fachwerkwohnhaus und vor dem Stollenmundloch einen Brennofen errichten. Dort wurde der Gips gebrannt und als Stuckgips verkauft. Johann Wolfgang von Goethe, Geheimer Rat und Minister aus Weimar, besuchte am 10. Mai 1782, begleitet von Bergrat Carl Friedrich Baum aus Friedrichroda den Herzog-Ernst-Stollen.

### Entdeckung der Kristallgrotte

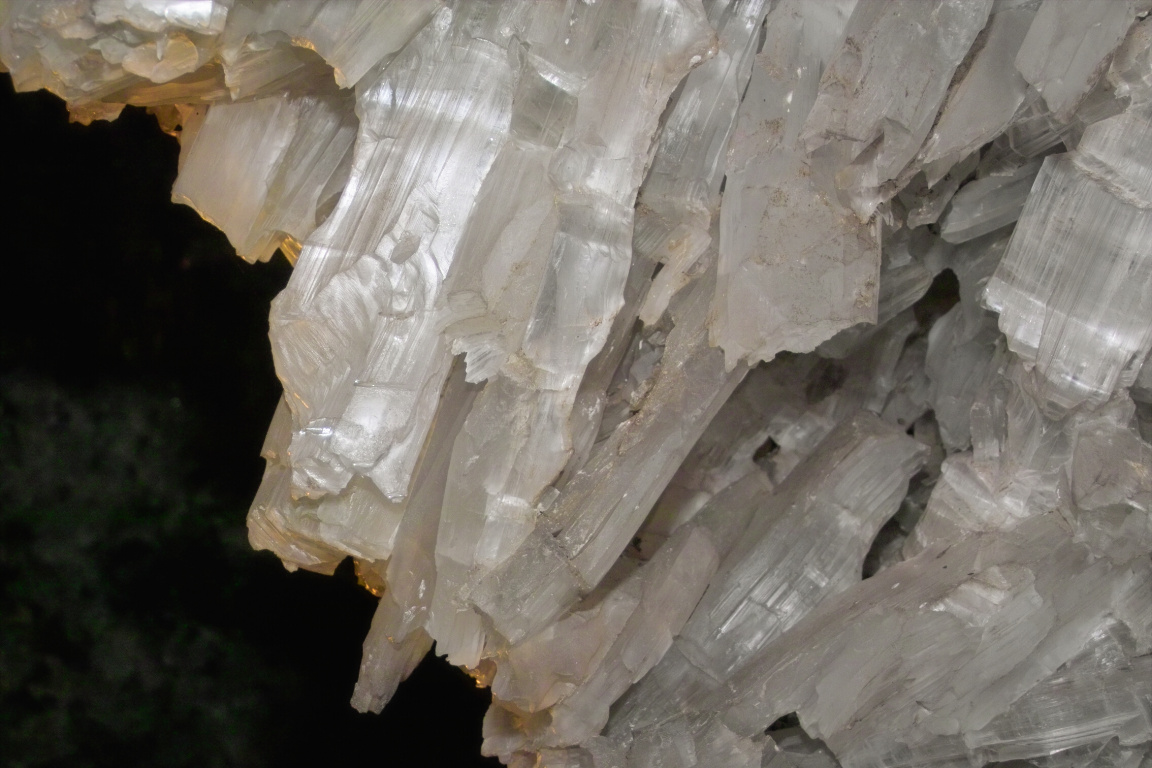
Marienglas, Detail

Im Jahre 1784, nach anderer Quelle 1787, wurde beim Gipsabbau ein großer, durch Auslaugung entstandener Hohlraum angefahren, der vollständig mit Gipskristallen ausgekleidet war und deshalb Kristallgrotte genannt wurde. Nach der Entdeckung wurde mit dem Abbau der Kristalle begonnen. Abnehmer waren hauptsächlich Kirchen und Klöster. Die Kristalle ließen sich aufgrund des geringen Härtegrades von zwei auf der Mohs-Skala (mit Fingernagel ritzbar) leicht spalten, waren völlig durchsichtig und reflektierten durch den Perlmuttglanz auf den Spaltflächen das einfallende Licht. Das Material eignete sich gut zur Verzierung von Kronleuchtern, Altären und Gemälden, die von Kerzen beleuchtet wurden. Auch wurde es als Glasersatz für Gemälde der Mutter Maria und für Reliquienbehälter verwendet. Deshalb erhielten die Gipskristalle aus Friedrichroda den Namen Marienglas. Die Blättchen waren im Gegensatz zum damaligen Glas blasenfrei und gleichmäßig dünn. Früher wurde das Material als Anspielung auf die Reinheit und Jungfräulichkeit einer Frau auch Fraueneis genannt.

### Schau- und Bergwerksbetrieb

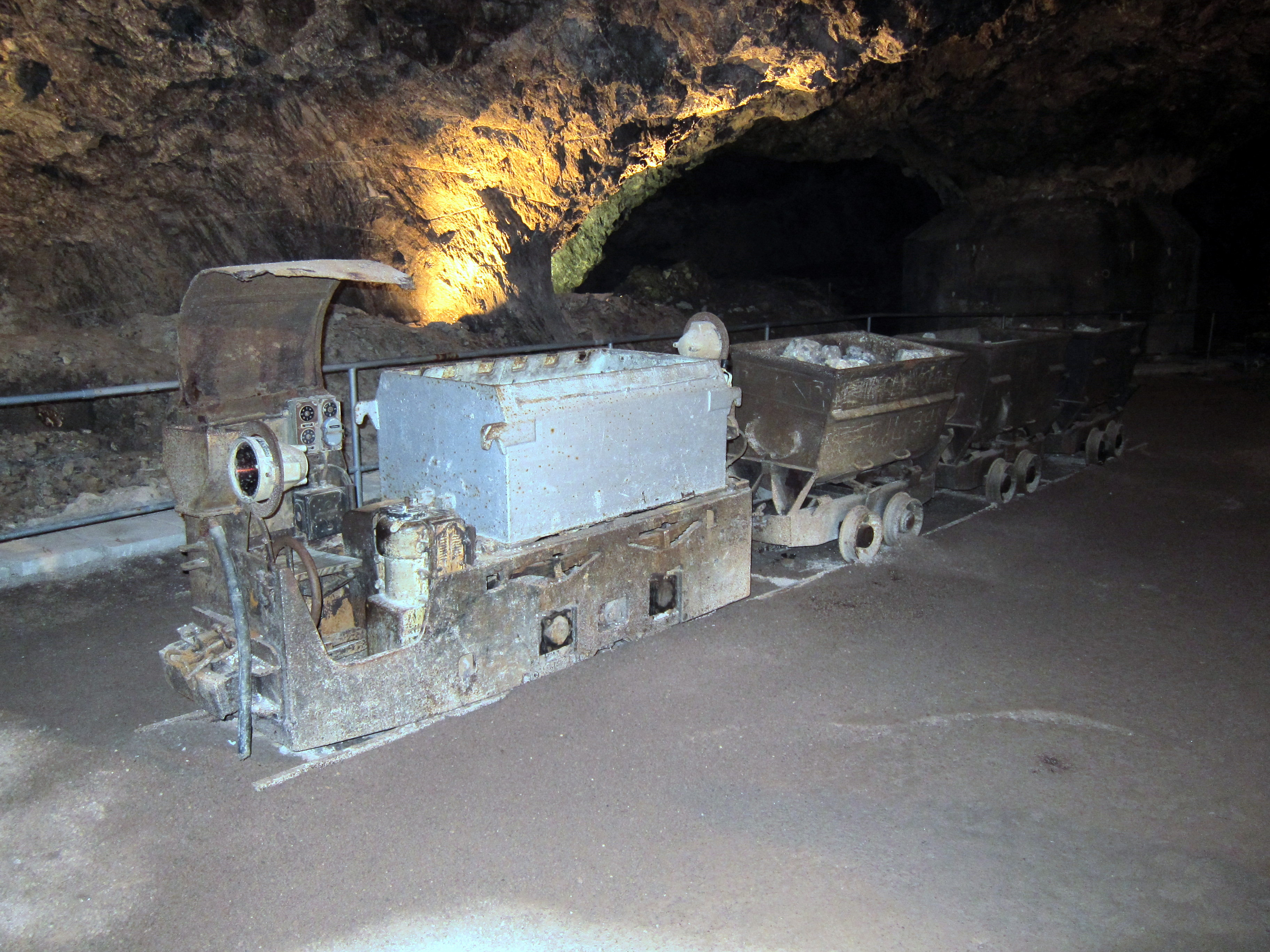
Lore im Schaubergwerksteil

Am 16. September 1845 gab der Bergmeister Heinrich Credner die erste wissenschaftliche Beschreibung der Höhle heraus. Die Gipskristalle wurden bis 1848 abgebaut, danach wurde der weitere Abbau untersagt. Der Gipsabbau wurde zunächst fortgesetzt. Wegen der steigenden Besucherzahlen wurde die Höhle ab etwa 1850 an Sonntagen mit Kerzen ausgeleuchtet. Bereits im Jahre 1854 wurde die Marienglashöhle in einem thüringischen Reiseführer beschrieben. Nach Beendigung des Pachtverhältnisses übergab am 16. August 1871 das Amt Tenneberg das Bergwerk dem Oberförster Julius Trebsdorf und dem „Waldmiethcorporationsvorsteher“ Rost zur Betreuung. Damals arbeiteten noch zwei Bergleute, Johannes Steiding und Heinrich Holdschuh, im Bergwerk, die in den Sommermonaten als Führer für die zahlreichen Gäste eingesetzt waren. Trebsdorf erhielt nach einer Kontrollbefahrung im November 1871 Auflagen, wie die Neuverzimmerung des Stollens, das Einbringen neuer Laufbohlen, die Absicherung des Tagebruchs südlich des Stolleneinganges und der alten Tagebauten von 1730 mit Zäunen, die Sanierung des baufälligen Aufenthaltsraums der Bergleute und die Errichtung eines Unterkunftsgebäudes. Mit der Aufsicht unter Tage wurde der erfahrene, zum Obersteiger beförderte Bergmann Heinrich Holdschuh beauftragt. Er übernahm am 2. März 1876 die Leitung der Marienglashöhle. Um ihre Attraktivität zu steigern, wurden in den besucherschwachen Zeiten ein Springbrunnen und optisch ansprechendere Stützpfeiler eingebaut. Am 1. April 1888 wurde Fritz Kobstädt Nachfolger von Holdschuh. Ab April 1901 traten die beiden Friedrichrodaer Karl Brühl und Heinrich Steinbach an seine Stelle.

### Schauhöhle

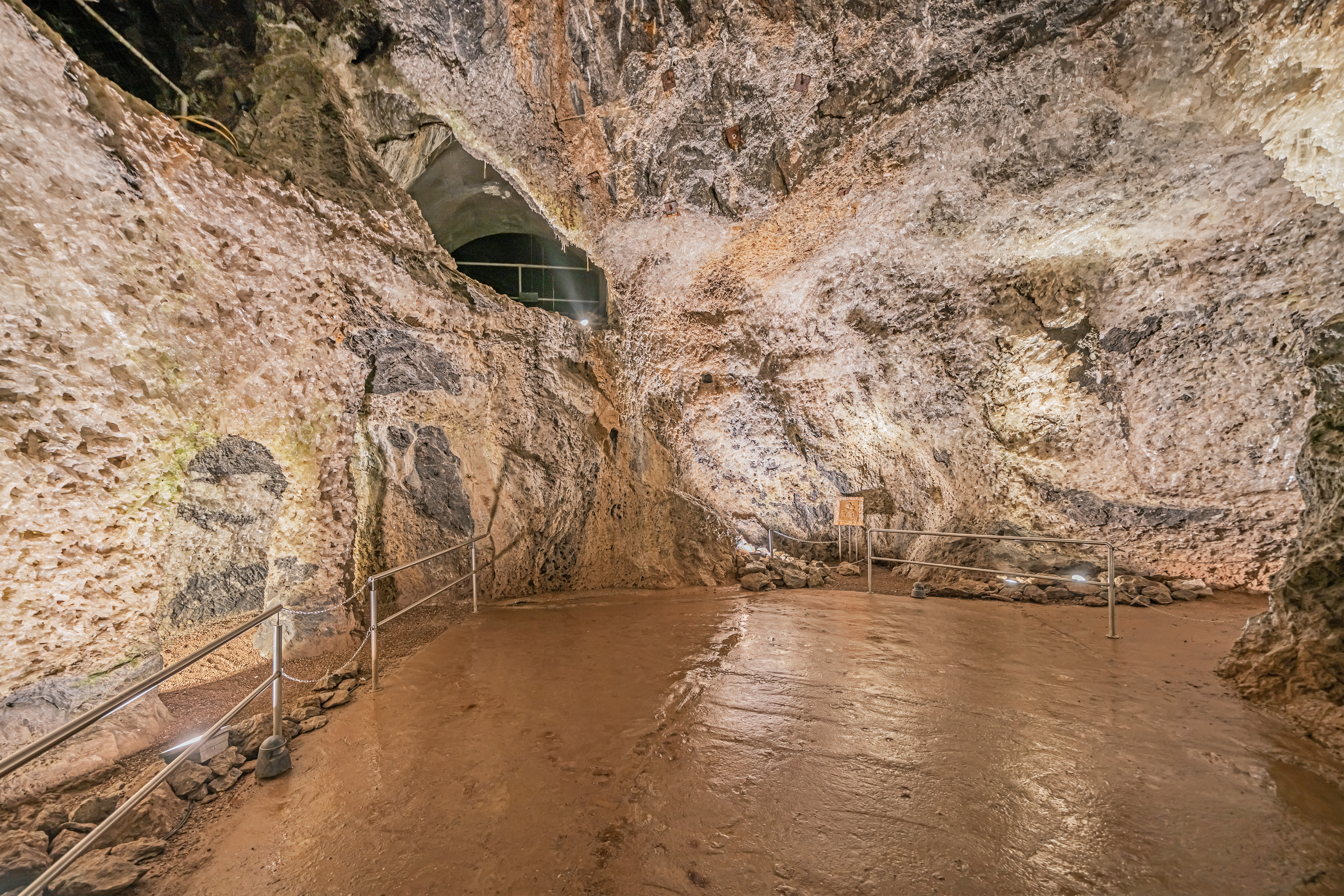
Kristallgrotte, Gesamtansicht

Im Jahre 1903 wurde der Gipsabbau eingestellt. Von der Entdeckung der Lagerstätte 1778 an bis 1903 wurden etwa 20.000 Tonnen abgebaut. Die Höhle stand von da an nur für die Touristen zur Verfügung. Es fand ein regelmäßiger Besucherverkehr statt, was als offizieller Beginn des Schauhöhlenbetriebes anzusehen ist. Die Schauhöhle bestand aus dem Eingangsstollen und der durch neun Pfeiler gestützten oberen Sohle, der großen Halle. Darunter befindet sich die untere Sohle mit der Kristallgrotte. Die beiden Pächter ließen im Jahre 1904 für 1600 Mark eine Gasbeleuchtung einbauen, die die Ausleuchtung mittels Kerzen ersetzte. Im Neuen Reiseführer von Friedrichroda und Umgebung des Jahres 1906 steht, dass die Höhle sonntags mit 400 Kerzen zusätzlich ausgeleuchtet wurde, um die Attraktivität weiter zu erhöhen. Damals kostete ein Rundgang durch die obere und untere Sohle bei einer Dauer von 20 Minuten 50 Pfennige, für Kinder die Hälfte. Im Jahre 1907 wurde ein Verkaufskiosk mit Mineralien und Andenken eingerichtet. Im selben Jahr wurde auch eine neue Pumpanlage installiert. Im Jahre 1910 wurden die Stollenwände bis zu vier Meter Tiefe mit Bruchsteinmauerwerk befestigt. Im Ersten Weltkrieg wurden Gas und Gasolin, selbst Kerzen, zur Ausleuchtung der Höhle immer knapper. Ab 1914 hatten die Höhlenbetreiber mit Wassereinbrüchen zu kämpfen. Im Juni 1917 musste die Höhle geschlossen werden. Im Jahre 1920 übergab die Landesvermögensverwaltung in Gotha die inzwischen arg ramponierte Höhle der Kurverwaltung Friedrichroda zur kostenfreien Nutzung mit der Auflage, die dringend erforderlichen Reparaturmaßnahmen durchzuführen. Für etwa 12.000 Reichsmark baute der Klempnermeister Windau eine 230 Meter lange Saugheberleitung zur Entwässerung ein, um das immer wieder eindringende Sickerwasser aufnehmen zu können. Nach umfangreichen Sanierungs- und Sicherungsarbeiten wurde die Höhle wieder geöffnet. Im Jahre 1929 wurde eine elektrische Leitung verlegt, mit der die Schauobjekte beleuchtet werden konnten. Die Thüringerwaldbahn, deren Strecke im Jahre 1929 an der Höhle vorbeigeführt wurde, richtete unterhalb der Höhle eine Haltestelle ein.
Während des Zweiten Weltkriegs befand sich ein Teil der Produktionsstätte der Gothaer Waggonfabrik in der Höhle. Dort wurden auf einer Fläche von 5000 Quadratmetern Teile für das Jagdflugzeug Focke-Wulf Ta 152 hergestellt. Zu Beginn des Krieges konnte die Höhle noch besichtigt werden. Im Frühjahr 1943 wurde sie jedoch geschlossen, weil für ihre Unterhaltung kein Geld mehr vorhanden war. Nach dem Krieg wurden keine Instandhaltungsmaßnahmen durchgeführt. Alle Hohlräume liefen mit Wasser voll, da das Abpumpen unterblieb, und der Zugangsstollen stürzte ein.

### Neueröffnung

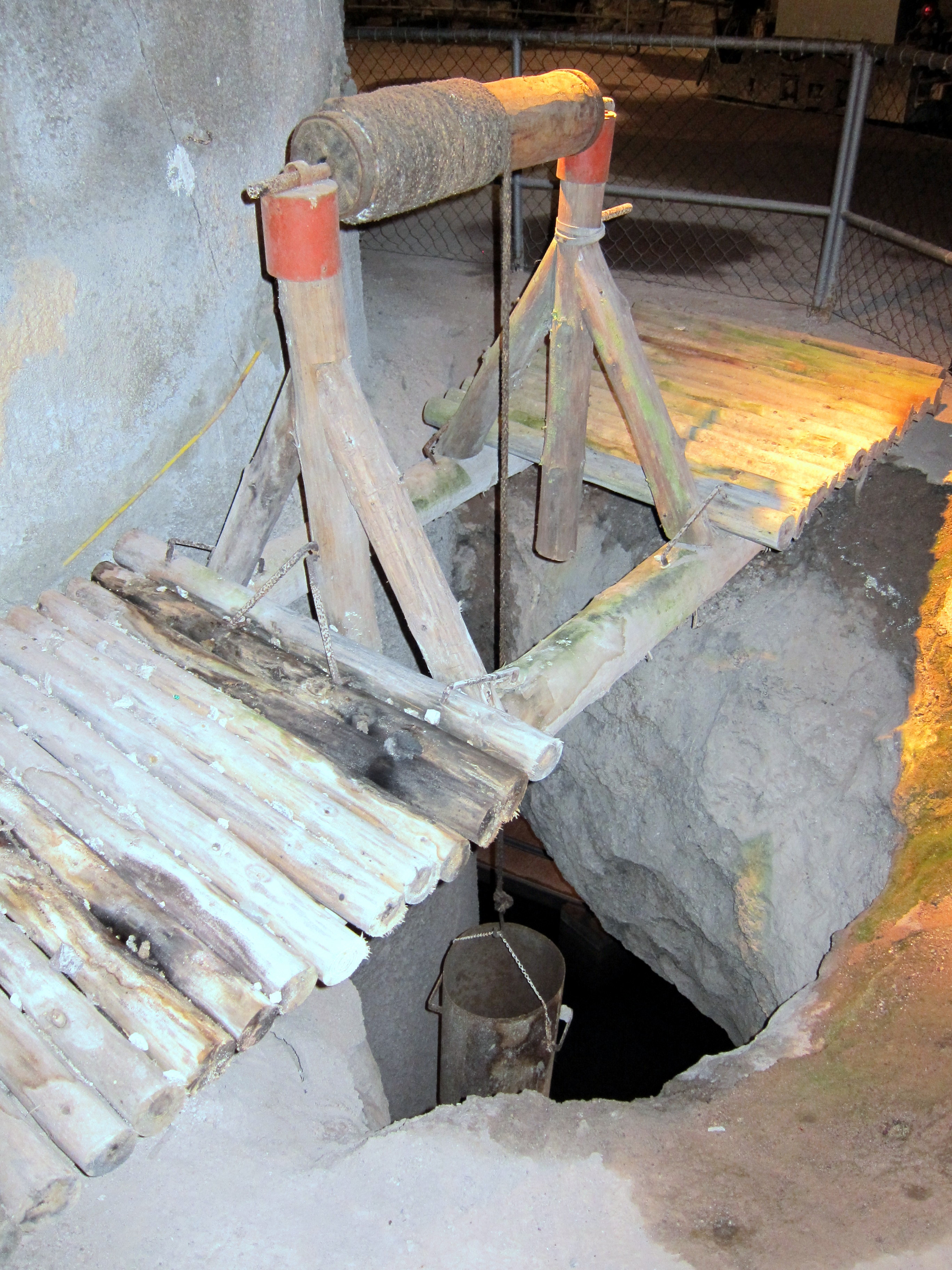
Modell einer Haspel

In den Jahren 1952 und 1953 suchten Bergleute vom VEB Schachtbau Nordhausen in der verwahrlosten Anlage nach Kupfermulm, lockeres, mit anderen Metallen durchsetztes Kupfererz, das als Farbstoff Verwendung fand. Da das Vorkommen für einen Abbau nicht mächtig genug war, wurde nach einem Gesamtvortrieb von 312 Metern die Suche eingestellt. 1964 begannen im Auftrag des Rates der Stadt Friedrichroda die Vorarbeiten zur Wiederinbetriebnahme der Marienglashöhle. 1965 drangen Bergleute des VEB Thüringer Spat- und Eisenerzgruben in Schmalkalden in den eingestürzten Stollen ein und bis zur Höhle vor. Die Feuerwehr Friedrichroda legte die Höhle mit leistungsstarken Pumpen trocken. Eine umfassende Restaurierung erfolgte in den Jahren 1967 und 1968 und dauerte insgesamt 16 Monate. Dabei wurde ein künstlicher Wasserfall angelegt, dessen Wasser vom Höhlensee in der unteren Sohle hochgepumpt wird. Es wurde auch ein Ausgangsstollen angelegt, so dass der Besucher einen Rundweg begehen kann. Der Eingangsstollen, der Herzog-Ernst-Stollen, wurde neu gemauert und mit fünf sogenannten geologischen Fenstern versehen, in dem die Besucher einen Eindruck vom geologischen Aufbau erhalten. Im gleichen Jahr wurde die Kristallgrotte als geologisches Naturdenkmal unter Schutz gestellt. Am 30. November 1968 konnte das Schau- und Lehrobjekt wieder für Besucher geöffnet werden. 1974 wurde ein weiterer, aus dem 18. Jahrhundert stammender Stollen freigelegt. Die Höhlenanlage wurde ständig verbessert und den Bedürfnissen der Besucher angepasst.

## Schauhöhle oder Schaubergwerk

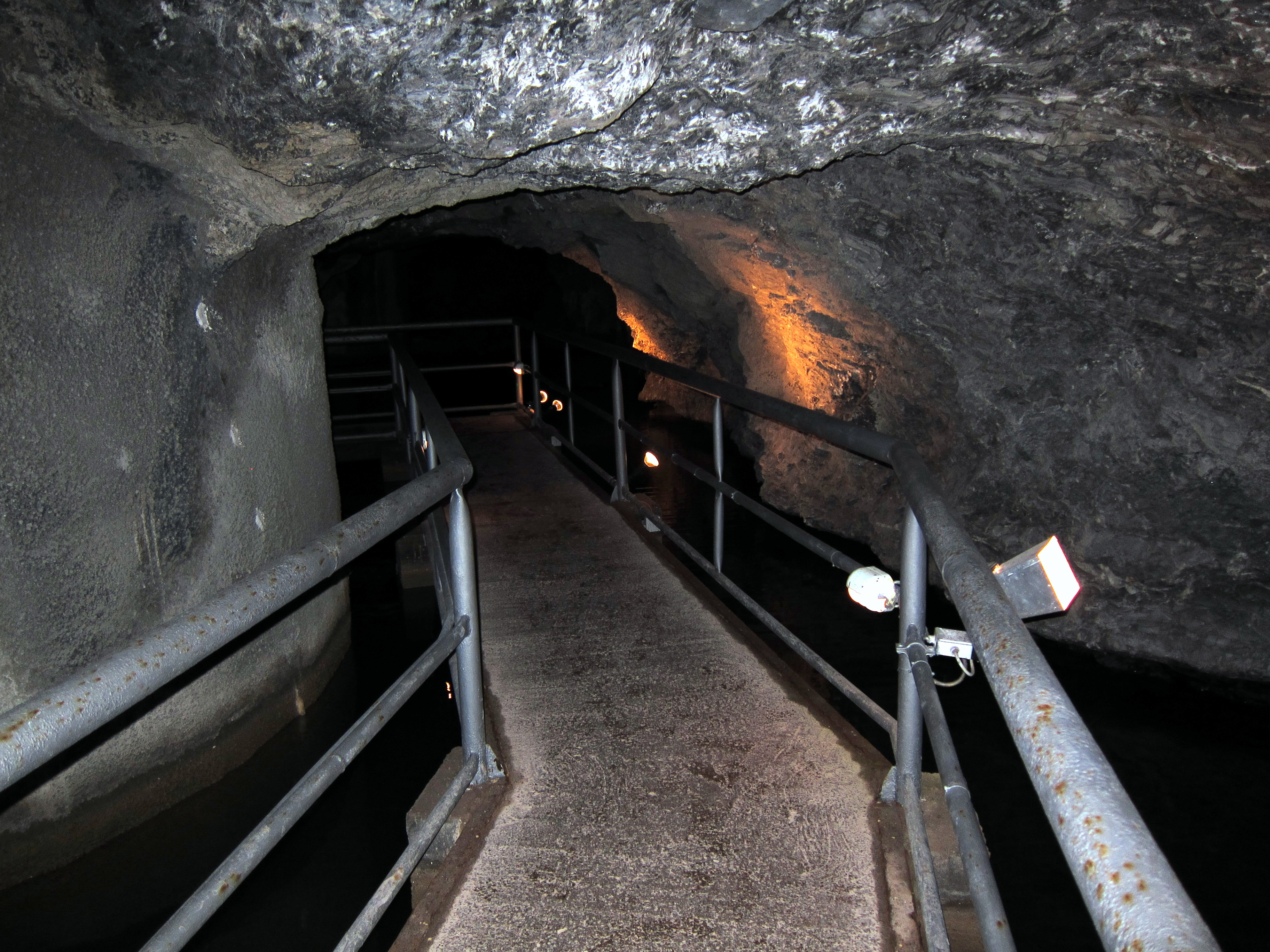
Steg über dem Höhlensee

Die Schauanlage kann als Schauhöhle oder Schaubergwerk bezeichnet werden. Der größte Teil der Höhle, die begehbare obere und untere Sohle, ist in einem Zeitraum von etwa 100 Jahren durch den Bergbau entstanden. Die Kristallgrotte, der einzige natürliche Hohlraum, wurde dabei entdeckt. Der Schauhöhlenbetreiber bezeichnet die Anlage als Schaubergwerk. Auch die ausgestellten Exponate deuten darauf hin. Der hohe Besucherzuspruch der Schauanlage ist jedoch auf die natürliche Kristallgrotte zurückzuführen. In der Fachliteratur wird die Schauanlage sowohl als Bergwerk als auch als Schauhöhle geführt. Der Verband der deutschen Höhlen- und Karstforscher bezeichnet die Marienglashöhle als Schauhöhle. Auch die Thüringische Anstalt für Umwelt und Geologie mit Sitz in Jena rechnet die Schauanlage den Schauhöhlen zu. Der von der Höhlenforschergruppe Dresden (Roland H. Winkelhöfer) geführte Höhlenkataster Mitteldeutschlands (veröffentlicht auch als Register DDR-Höhlen) zählt das Objekt wegen seiner Entstehung durch menschliche Tätigkeit (einschließlich des Abbaus von Gips) nicht zu den Höhlen.

## Beschreibung

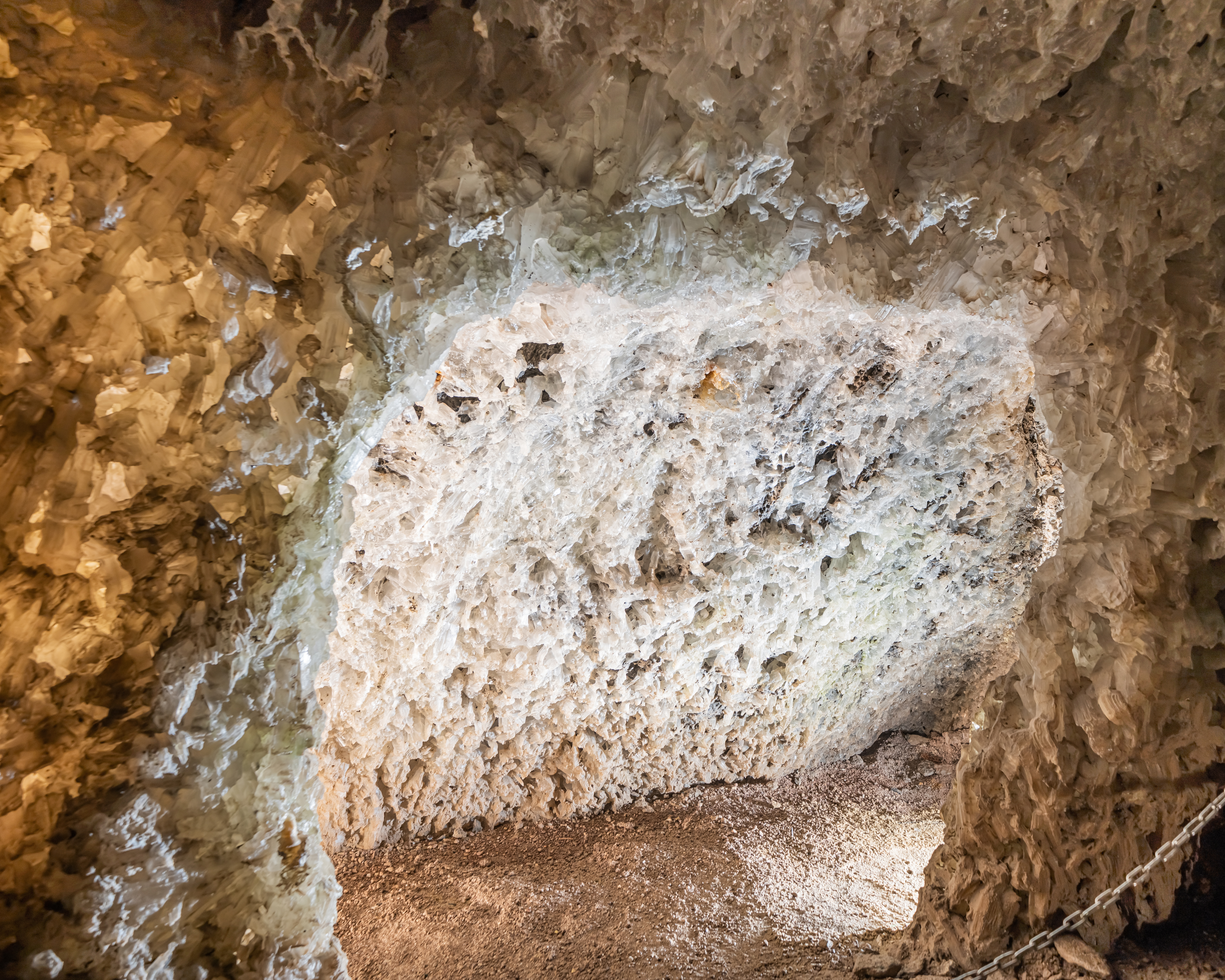
Kristallgrotte, Detail

Die Höhlenführung beginnt im 110 Meter langen Herzog-Ernst-Stollen mit Erläuterungen zur Geschichte der Schauanlage und zur Entstehung des Thüringer Waldes. Rechts und links in der Stollenwand befinden sich geologische Fenster, wo ein Blick auf die Gesteinsschichten und deren steile Lage möglich ist. Links am Endpunkt des Stollens in der oberen Sohle schaltet der Führer für etwa eine Minute einen künstlichen Wasserfall ein. Danach folgt ein Weitungsbau als Verlängerung des Eingangsstollens. Dort befindet sich der Türstock. Der Stollen setzt sich noch weitere 100 Meter in den Berg fort, dieser Teil wird jedoch bei Führungen nicht begangen. In diesem Stollen – ein Stück davon ist ohne Ausbau – konnten keine abbauwürdigen Erze gefunden werden. In der Mitte des großen, durch Abbau entstandenen Hohlraumes befindet sich ein Haspel am Gesenk, dem ehemaligen Arbeitsplatz. Am Gesenkpfeiler sind in einem Schaukasten Gezähe, Werkzeuge der Bergleute von 1795 zu sehen. Mit Haspel und Förderkorb wurde an dieser Stelle das gebrochene Gipsgestein von der unteren zur oberen Sohle gefördert.
Über Treppen geht es abwärts zur Kristallgrotte. Diese hat geologisch und mineralogisch eine große Bedeutung. Darin befinden sich bis zu 90 Zentimeter lange Gipskristalle, aber auch schnellwüchsige Tropfsteine, Stalagmiten und Stalaktiten aus Calciumsulfat. Ein Teil der Wand ist mit Sinter verkrustet, dessen bräunliche Färbung auf Eisenerze zurückzuführen ist. Mit einem 70 Meter langen künstlich angelegten Steg ist der Höhlensee überbrückt, dann führen 35 Stufen zum Westteil der Schauhöhle auf die obere Sohle. Zu sehen sind auf dem Weg dorthin Tropfsteine jüngeren Datums, die nach dem Ausbau der Höhle 1967/1968 entstanden sind. Sie bestehen aus Kalk, der aus den Betonsäulen gelöst wurde. Hier ist auch sekundär gebildeter Fasergips zwischen Ton- und Lettenschichten zu sehen. Mineralien, Gesteine und Fossilien sind in Schaukästen ausgestellt. Über den Ausgangsstollen gelangt der Besucher wieder ins Freie.

## Flora und Fauna

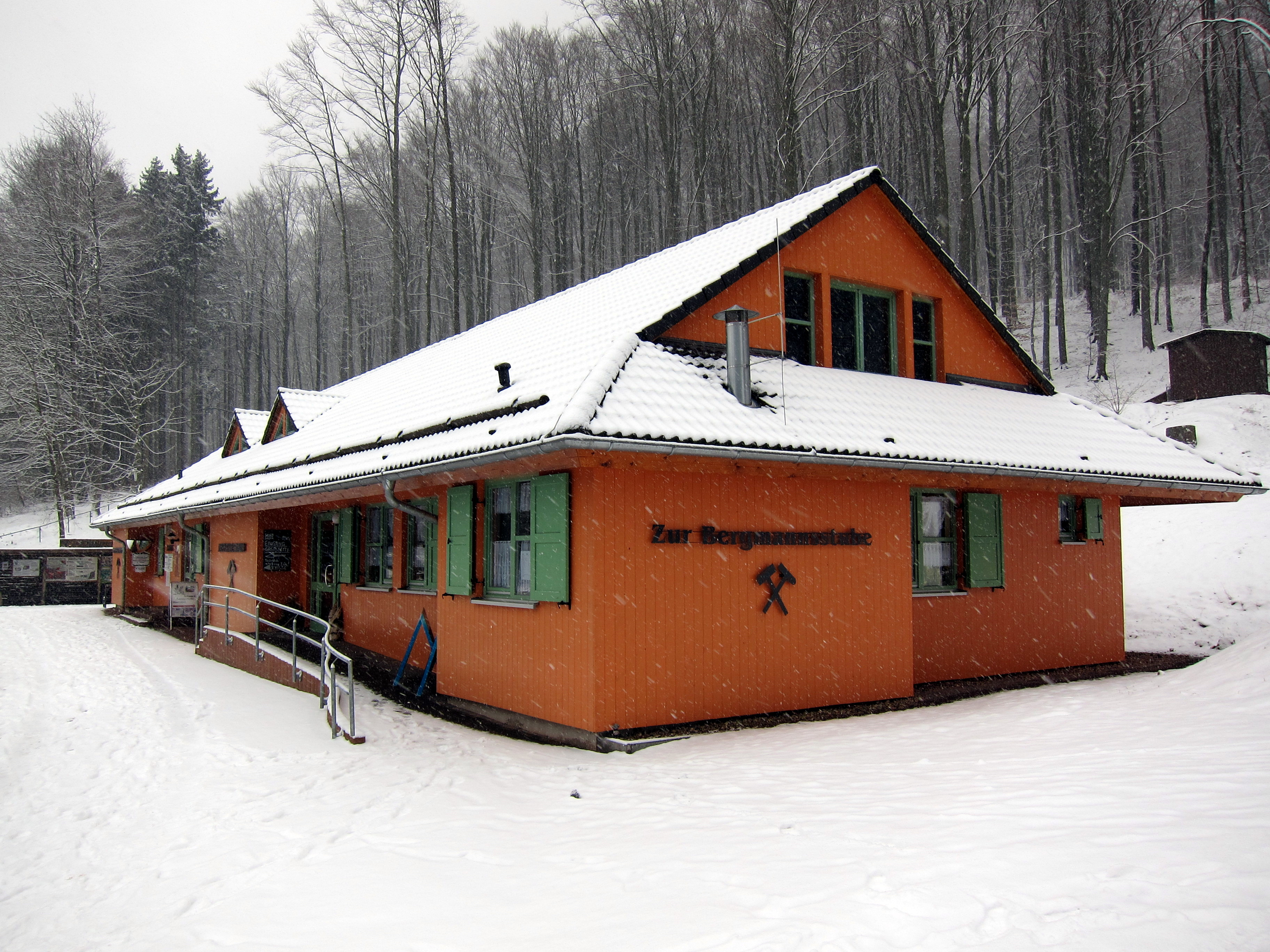
Betriebsgebäude

In den Stollen des Höhlenein- und -ausgangs leben an der Decke verschiedene Spinnenarten (Nesticidae). In der Höhle gibt es vereinzelt Feuersalamander (Salamandra salamandra), die über die Zugangsstollen hineingelangten, da es sich nicht um Höhlenfreunde (Troglophile) handelt. In der Marienglashöhle hat sich wie bei anderen untertägigen Schauobjekten mit elektrischer Beleuchtung im Bereich der Lampen eine ausgeprägte, als Lampenflora bezeichnete Pflanzengemeinschaft entwickelt. Im Bereich der einzelnen Lichtquellen konnten sich vor allem Algen, Moose, Pilze und Farnpflanzen ansiedeln. Dabei handelt es sich meistens um Kümmerformen, die ohne künstliche Beleuchtung in der absoluten Dunkelheit nicht überleben könnten. Diese Pflanzen sind nicht gleichmäßig verteilt. Es hängt davon ab, welche Sporen mit dem Sickerwasser von der Erdoberfläche durch Klüfte in die Höhle gelangen oder durch die Höhlenbesucher eingeschleppt wurden. In manchen Höhlenbereichen konnte sich aufgrund der Trockenheit keine oder nur eine geringe Lampenflora ausbilden.

## Tourismus

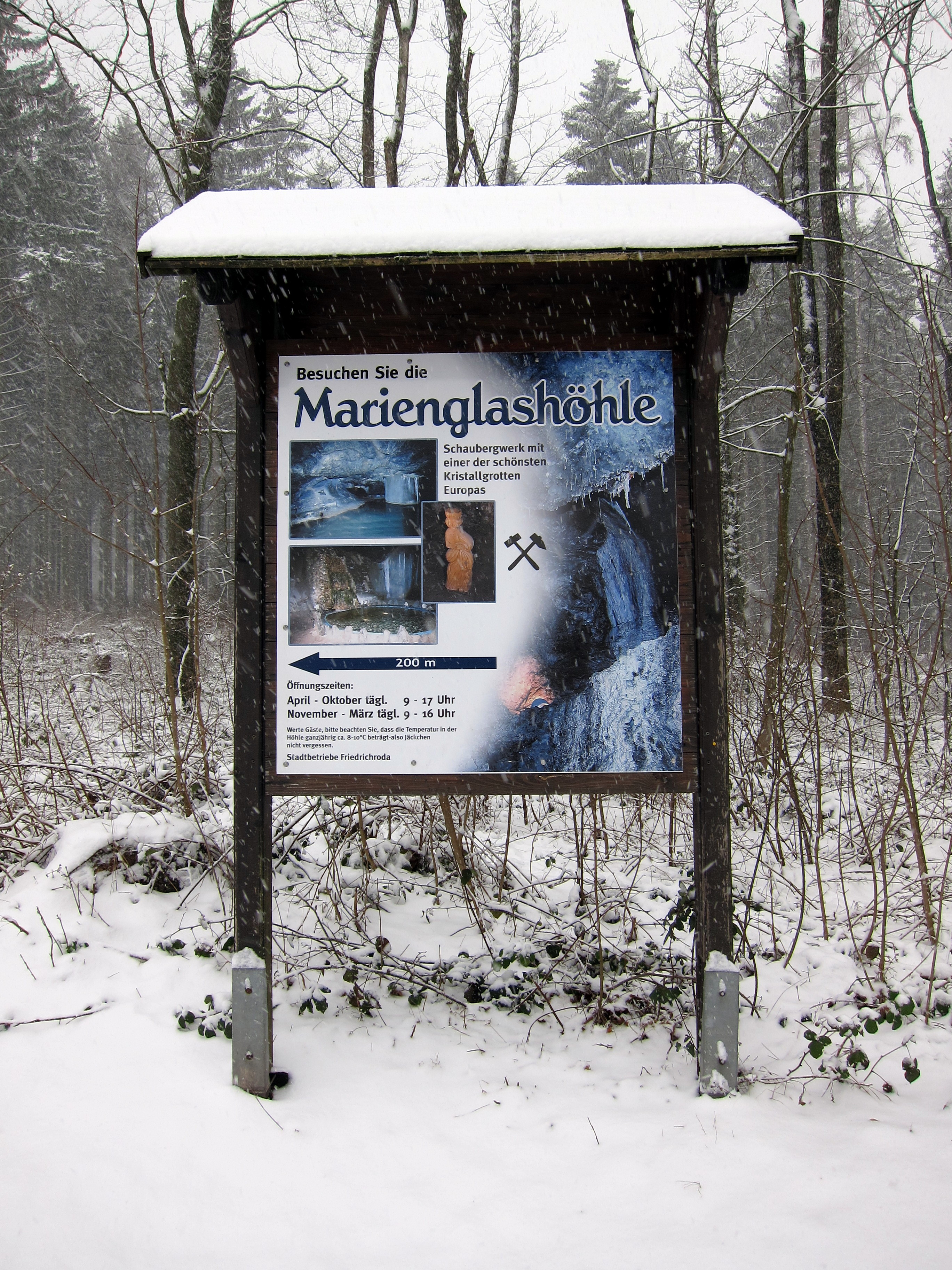
Informationstafel

### Führungen
Die Höhle ist nur im Rahmen der Führungen, die ganzjährig täglich stattfinden, oder bei Sonderführungen und Konzerten zugänglich. Zu erreichen ist sie von einem großen Parkplatz an der Bundesstraße 88 Friedrichroda–Bad Tabarz. Von dort führt ein 150 Meter langer Fußweg in etwa fünf Minuten zur Höhle. Gehbehinderte Personen können mit dem Kraftfahrzeug bis zur Höhle fahren. In unmittelbarer Nähe führt die Thüringerwaldbahn vorbei. Die Marienglashöhle ist von der gleichnamigen Haltestelle der Straßenbahn erreichbar.
Die Führungen gehen über gut gangbare Wege und Treppen in die einzelnen Höhlenabteilungen. In der Höhle herrscht ständig eine Temperatur von etwa acht bis zehn Grad Celsius bei einer Luftfeuchtigkeit von über 80 Prozent. Eine Führung dauert circa 45 Minuten. Der etwa 300 Meter lange Weg führt über insgesamt etwa 100 Treppenstufen. Die Höhle ist in der oberen Sohle für Rollstuhlfahrer mit Sicht auf die Kristallgrotte befahrbar. Es werden auch Sonderführungen mit einem erweiterten Leistungsangebot sowie Führungen in englischer und französischer Sprache angeboten. Mehrmals im Jahr finden in der Marienglashöhle Konzerte statt, wobei sie mit mehreren hundert Kerzen beleuchtet wird.

### Besucherzahlen
1969, im ersten Jahr nach der Wiedereröffnung im November 1968, kamen 216.773 Besucher. Die höchsten Besucherzahlen waren in den 1970er-Jahren mit jährlich über 200.000 zu verzeichnen. Das Spitzenjahr war 1978 mit 237.750 Besuchern. Diese Werte wurden nur von wenigen Schauhöhlen in Deutschland jemals erreicht. In den 1980er Jahren schwankten die Besucherzahlen zwischen 175.847 im Jahre 1982 und 221.460 1988. Nach der Wiedervereinigung fiel die Besucherzahl im Jahre 1991 mit 92.132 erstmals unter die Hunderttausender-Grenze. Nach einem zwischenzeitlichen Höchstwert im Jahre 1995 mit 146.918 Besuchern unterschritten die Zahlen ab dem Jahre 2003 ständig die Grenze von 100.000.
Im Jahre 2011 besuchten 68.416 Personen die Höhle, was den absoluten Tiefpunkt seit der Wiedereröffnung bedeutet. Seit der Wiedereröffnung besuchten sie bis zum Jahresende 2011 insgesamt 6,59 Millionen.
In den Jahren 2006 bis 2010 lag die durchschnittliche Besucherzahl bei 72.006. Mit diesem Wert liegt die Schauhöhle im oberen Bereich der Schauhöhlen in Deutschland. Übertroffen werden die jährlichen Besucherzahlen von fünf der etwa 50 deutschen Schauhöhlen. Namentlich sind das die Atta-Höhle mit etwa 150.000 bis 200.000, die Teufelshöhle bei Pottenstein mit 156.100 Besuchern im Durchschnitt der Jahre 2006 bis 2010, die Hermannshöhle mit 93.100, die Karls- und Bärenhöhle mit 90.700 und die Baumannshöhle mit 80.600 Besuchern im Jahr.
Veranstaltungen
Zwischen September und Dezember finden in der Höhle exklusive Konzerte „Unter Tage“ statt, von Rock & Pop über Gospel bis hin zu Irish Folk.
Heiraten in der Marienglashöhle
Das Standesamt der Stadt Friedrichroda bietet in der Höhle Trauungen an.